# Mont-Laurent
 Mont-Laurent  là một xã ở tỉnh Ardennes, thuộc vùng Grand Est ở phía bắc nước Pháp.